# Абърдийнски университет
Абърдийнският университет е държавен изследователски университет в Абърдийн, Шотландия. Основан е през 1495 г., което го прави петия най-стар университет в англоезичния свят. Заедно с университетите в Сейнт Андрюс, Единбург и Глазгоу участва в Шотландското просвещение.

## История
Папска була е издадена през 1495 г. от Александър VI за основаването на „Кингс Колидж“ – първия университет в Абърдийн, който е създаден от Шотландския канцлер Уилям Елфинстоун по заповед на крал Джеймс IV. Целта му е да обучава лекари, учители и духовници, които да служат на общините в Северна Шотландия, както и юристи и държавници на шотландската корона. Университетът, моделиран по образеца на Парижкия университет и първоначално замислен като юридическа школа, скоро се утвърждава като най-популярния учебен център в Шотландия. Вследствие на Шотландската реформация през 1593 г. в Абърдийн е създаден университетът „Маршъл Колидж“ като протестантска алтернатива на „Кингс Колидж“. През 1860 г. двата университета се обединяват, формирайки съвременния Абърдийнски университет.